# Carlos Estrada
Carlos Enrique Estrada Mosquera (Tumaco, 1961. november 1. –), kolumbiai válogatott labdarúgó, edző.
A kolumbiai válogatott tagjaként részt vett az 1990-es világbajnokságon, illetve az 1991-es Copa Américán.

## Sikerei, díjai
Millonarios
- Kolumbiai bajnok (2): 1987, 1988